# Monty Python : Sacré Graal !
Pour plus de détails, voir Fiche technique et Distribution.
Monty Python : Sacré Graal ! (Monty Python and the Holy Grail) est un film britannique de Terry Gilliam et Terry Jones et sorti en 1975.
Écrite et réalisée par la troupe des Monty Python, cette comédie loufoque a pour thèmes principaux la légende d'Arthur, des chevaliers de la Table ronde et de la quête du Graal, grandement parodiés.

## Intrigue
L'intrigue de Monty Python : Sacré Graal ! relève d'un style assez proche des émissions de télévision à sketches des Monty Python. La majeure partie de l'histoire est racontée sous la forme d'épisodes isolés, reliés uniquement par le thème de la quête du Graal et par les animations de Terry Gilliam.
Le générique du film annonce dès le départ la couleur de ce qui va suivre : les noms des acteurs et de l'équipe technique défilent en même temps qu'une fausse publicité pour la Suède, qui devient de plus en plus intempestive jusqu'à ce qu'un message annonce que les responsables du générique ont été  licenciés ; le générique finit alors dans un style latino-américain flamboyant.

## Synopsis

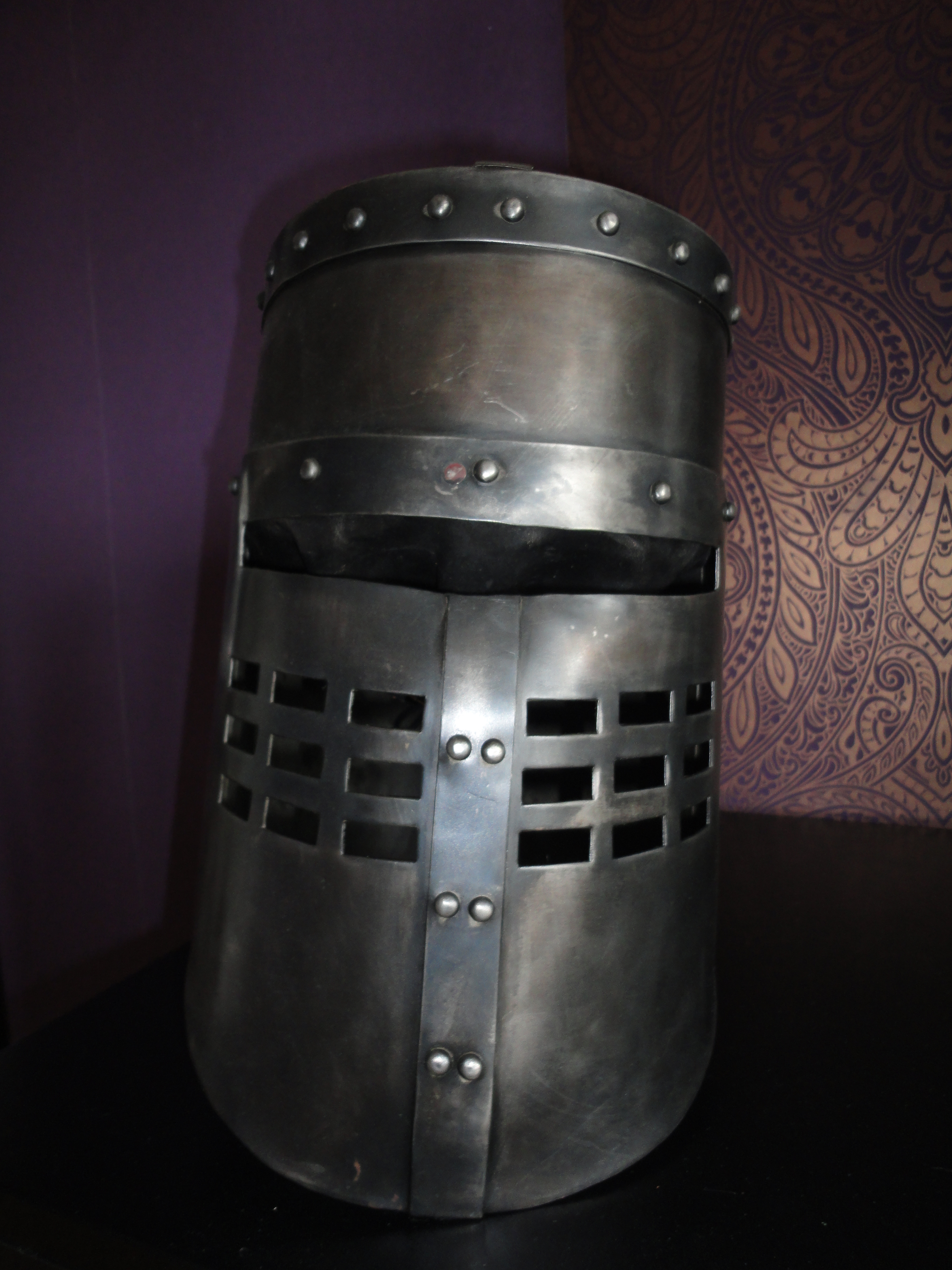
Le heaume du Chevalier noir dans le film.

En Angleterre en 932, le roi Arthur chevauche - ou plutôt mime de chevaucher grâce au bruitage de son serviteur Patsy avec des noix de coco - à travers tout le pays pour recruter des chevaliers de la Table ronde. Mais il n'est pas connu du peuple (dont fait partie le collecteur de morts) et ses tentatives sont vaines : des gardes d'un château où il s'est rendu veulent en savoir plus sur leurs noix de cocos et quel type d'hirondelle les transportent jusqu'en Angleterre, au lieu d'introduire le roi au suzerain ; puis il rencontre des paysans anarcho-syndicalistes qui refusent son autorité. C'est dans ce contexte qu'il rencontre le Chevalier noir qui vient de vaincre un autre chevalier, en espérant de le rallier à sa cause, mais celui-ci, gardant le passage, le combat. Arthur sort vainqueur de ce combat (même si le Chevalier noir n'admet pas sa défaite). 

Puis il rencontre Sire Bédevère le Sage, au cours du jugement d'une prétendue sorcière. Bédevère accepte de rejoindre Arthur. Suit alors la présentation du reste du groupe qui formera la Table ronde : Sire Lancelot le Brave, Sire Galaad le Pur et Sire Robin le « Pas-tout-à-fait-aussi-brave-que-Sir-Lancelot » (ainsi que le bien nommé « Sire Absent-de-ce-film »). Le groupe chemine d'abord vers Camelot où des chevaliers se livrent à un numéro musical. Mais ils renoncent à ce lieu qu'ils n'aiment pas. Puis ils rencontrent Dieu qui leur confie la quête du Graal.

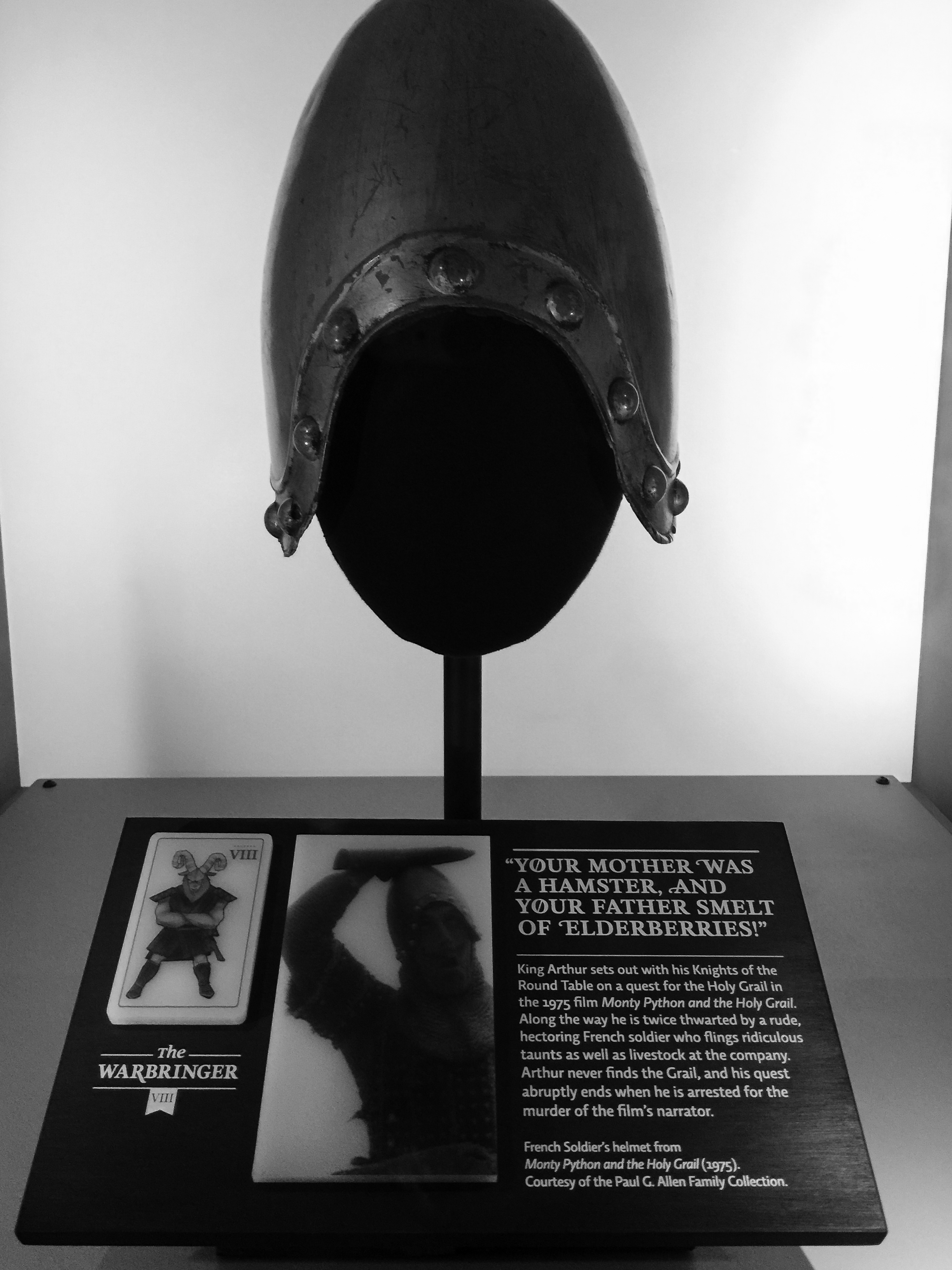
Le casque des soldats français dans le film.

Leurs pérégrinations les amènent près d'un château tenu par des Français prétendant posséder un Graal. À la suite d'une offensive manquée, les chevaliers de la Table ronde construisent un « lapin de Troie » (en référence au cheval de Troie) mais oublient de se cacher à l'intérieur et les Français leur renvoient le cadeau. Un célèbre historien contemporain explique qu'Arthur et les chevaliers doivent renoncer à prendre le château français et adopter une nouvelle stratégie pour leur quête. Mais l'historien est tué par un chevalier à cheval ayant surgi de nulle part. La police anglaise commence son enquête.
Le groupe décide ensuite de se séparer et l'on suit les aventures individuelles des chevaliers. On assiste ainsi à la rencontre dans un forêt de Robin, chevalier peureux, avec un géant à trois têtes. Il profite de la mésentente des têtes pour s'enfuir. Pendant ce temps, Galaad se retrouve dans le château d'Anthrax, peuplé exclusivement de jouvencelles de 16 à 19 ans et demi, toutes vierges. Il est manipulé par les pensionnaires jusqu'à l'intervention de Lancelot venu lui sauver sa chasteté. Au même moment « à un vol d'hirondelle » dans la scène 24, Arthur et Bédevère rencontrent un vieil homme qui leur donne un indice sur la quête du Graal. Puis les deux chevaliers se retrouvent en forêt où ils font face aux Chevaliers qui disent « Ni ! » qui leur donnent une tâche à accomplir. Mais cette tâche est vaine car les Chevaliers ont changé de nom en « Ekke Ekke Ekke Ekke Patang Zoo Boing ! ». Heureusement, Arthur découvre par hasard leur point faible (le mot it en anglais) qu'il utilise pour les défaire avant de reprendre la route avec Bédevère et Robin qui vient de les rejoindre. Lancelot, de son côté, est appelé dans une noce pour secourir un jeune homme marié de force par son père, en pensant qu'il s'agissait d'une demoiselle. Fidèle à lui-même, le chevalier massacre de nombreux convives dans un acte de bravoure avant de s'en excuser et de prendre congé tandis que la fête reprend.
À nouveau réunis, les chevaliers font la rencontre de Tim l'enchanteur, qui les mène à la grotte de Caerbannog, gardée par un terrible lapin tueur. Après de lourdes pertes, et s'étant finalement débarrassés du lapin grâce à la Sainte Grenade d'Antioche, les chevaliers explorent la grotte et découvrent un indice sur l'emplacement du Graal dans le château d'Aaaaarrrrrrggghhh. Alors qu'ils essaient de le comprendre, ils se retrouvent poursuivis pas un monstre animé et ils ne doivent leur salut qu’à l'attaque cardiaque de l'animateur du monstre. Ils atteignent ainsi le pont de la Mort, qu'ils ne peuvent traverser qu'après avoir répondu à trois questions du vieil homme de la scène 24 qui le garde.
Avec plus ou moins de succès, les chevaliers passent le pont, non sans avoir vaincu le vieil homme. Le film reprend après un court interlude. Il ne reste plus que Arthur et Bédevère pour finir la quête, Lancelot, autre chevalier ayant passé le pont, a été arrêté par la police. Les deux héros montent dans l'embarcation les conduisant au château d'Aaaaarrrrrrggghhh au milieu d'un lac. Mais le château est tenu par les Français vus plus tôt dans le film, qui possèdent effectivement le Graal. Alors qu'Arthur s'apprête à donner l'assaut à l'aide d'une armée surgie de nulle part, des policiers anglais surgissent à l'écran et arrêtent les chevaliers, pour le meurtre d'un historien survenu plus tôt dans le film. Le film prend alors fin brusquement, après qu'un policier a bousculé le cadreur.

## Fiche technique
- Titre : Monty Python : Sacré Graal !
- Titre original : Monty Python and the Holy Grail
- Réalisation : Terry Gilliam et Terry Jones
- Scénario : les Monty Python, soit Graham Chapman, John Cleese, Terry Gilliam, Eric Idle, Terry Jones et Michael Palin ; Thomas Malory (non crédité)
- Production : Mark Forstater et Michael White
- Photographie : Terry Bedford
  - Opérateur caméra : Howard Atherton assisté de Roger Pratt
- Montage : John Hackney
- Direction artistique : Roy Forge Smith
- Images animées : Terry Gilliam (non crédité)
- Costumes : Hazel Pethig
- Musique : Stanley Black, Kenneth Essex, Paul Ferris (en), Neil Innes, Peter Knight, Jack Trombey et Roger Webb
- Sociétés de production : Python (Monty) Pictures, Michael White Productions et National Film Trustee Company
- Société de distribution :  Royaume-Uni : EMI Films
- Pays de production :  Royaume-Uni
- Langues : anglais, français, latin
- Format : Couleurs - 1.85:1 - son monophonique - 35 mm
- Genre : comédie
- Durée : 91 minutes
- Classification : États-Unis : PG ; France : Tous publics.
- Dates de sortie :
  - États-Unis : 14 mars 1975
  - Royaume-Uni : 9 avril 1975
  - France : 3 décembre 1975
  - Belgique : 18 septembre 1980

## Distribution
- Graham Chapman (VQ : Daniel Picard) : le roi Arthur / la voix de Dieu / la tête du milieu du chevalier à trois têtes / le garde du château des marais qui a le hoquet
- John Cleese (VQ : Marc Bellier) : Lancelot / un garde du premier château / l'homme transportant le « mort » qui continue de parler / le Chevalier noir / un paysan chasseur de sorcières / le principal chevalier français / un chevalier chanteur de Camelot / Tim l'enchanteur
- Eric Idle (VQ : Jacques Lavallée) : Robin / le collecteur de morts / un paysan chasseur de sorcières / un chevalier chanteur de Camelot / le garde du château des marais bavard / Concorde, l'écuyer de Lancelot / Roger / Frère Meynard
- Terry Gilliam (VQ : Benoît Rousseau) : Patsy, l'écuyer d'Arthur / le Chevalier vert / un chevalier chanteur de Camelot / la main de gorille / le vieil homme de la scène 24 / Bors / le dessinateur
- Terry Jones (VQ : Daniel Lesourd) : Bédevère / la mère de Dennis / un chevalier français / la tête gauche du chevalier à trois têtes / le scribe des enluminures / le prince Herbert
- Michael Palin (VQ : Gilbert Lachance) : Galaad / un garde du premier château / Dennis / un paysan chasseur de sorcières / le narrateur / un chevalier chanteur de Camelot / un chevalier français / la tête droite du chevalier à trois têtes / le chef des Chevaliers qui disent « Ni ! » / le roi du château des marais / un invité du château des marais / le disciple de Frère Meynard
- Connie Booth : la « sorcière »
- Carol Cleveland : Zoot / Dingo
- Neil Innes : le principal ménestrel de Robin / le principal moine chantant / un paysan chasseur de sorcières / un chevalier chanteur de Camelot / un chevalier français / l'écuyer écrasé par le lapin de Troie
- Bee Duffell : la vieille femme au chat
- John Young (en) : Frank, l'historien célèbre / le « mort » qui continue de parler
- Rita Davies : la femme de Frank
- Avril Stewart : le docteur Piglet
- Sally Kinghorn : le docteur Winston
- Mark Zycon : Robin (doublure) / un prisonnier dans les cachots de Camelot
- Sandy Johnson : un Chevalier qui dit « Ni ! » / un paysan chasseur de sorcières / un musicien au mariage / un moine / un chevalier lors de la bataille finale

Et, parmi les acteurs non crédités :
- Iain Banks : un chevalier lors de la bataille finale
- Julian Doyle : le policier qui arrête le tournage du film
- Charles Knode : un gardien du camp / un ménestrel de Robin
- Richard Burton : le Chevalier noir lorsqu'il n'a plus qu'une jambe (doublure)

## Production

### Scénario
Dans le documentaire Monty Python, toute la vérité ou presque, Eric Idle affirme que l'idée d'utiliser des noix de coco pour imiter le bruit des sabots est présente dans le premier jet du scénario.

### Tournage
Le film a été tourné en grande partie en Écosse, et notamment au château de Doune pour les intérieurs de Camelot, le château d'Anthrax, le château des Français et le château des marais, et au château de Stalker pour le château de Aaaaarrrrrrggghhh.
Par ailleurs, d'après eux, les Monty Python ont fait appel à différents groupes de rock pour produire leur film. Pink Floyd, Genesis, Jethro Tull et Led Zeppelin ont répondu à l'appel et participé à la production du long métrage, en acceptant de n'intervenir à aucun moment dans le projet afin que la troupe conserve une liberté artistique totale,.
Ce qui est singulier chez les Monty Python c'est que les acteurs jouent plusieurs rôles, par exemple John Cleese qui joue le rôle de Lancelot est également le Chevalier noir, le chevalier français, Tim l'enchanteur et un paysan.
Les deux réalisateurs se sont inspirés des films de Pier Paolo Pasolini, afin de rendre les séquences réalistes. Terry Gilliam a déclaré : « Terry Jones et moi étions fans des films de Pasolini, les images en sont tellement réalistes qu'on a l'impression de sentir les odeurs et de pouvoir toucher les matières qu'on voit à l'écran. » Ainsi, les deux hommes ont voulu retranscrire ce réalisme ; on retrouve cette volonté dans les premières minutes du film avec la séquence du collecteur des morts.

## Accueil

### Sortie
À sa sortie en France (distribuée par Yves Robert), le film avait pour slogan : « Le film à côté duquel Ben-Hur ressemble à un documentaire ». Ce sous-titre a été repris et adapté pour le film H2G2 : Le Guide du voyageur galactique tiré de l'œuvre de Douglas Adams, Le Guide du voyageur galactique.
Lors de la projection du film au festival de Cannes, une alerte à la bombe survint pendant le générique et força à évacuer la salle. Nombre de spectateurs pensèrent qu'il s'agissait d'un canular faisant partie de la projection.

### Critique
Sur le site agrégateur de critiques Rotten Tomatoes, Monty Python : Sacré Graal ! recueille un score de 97 % d'opinions favorables, sur la base de 78 critiques collectées et une note moyenne de 8,5/10 ; le consensus du site indique : « Un classique culte aussi terriblement hilarant que joyeusement ridicule, [Monty Python : Sacré Graal !] n'a rien perdu de son charme extrêmement idiot ». Sur Metacritic, le film obtient une note moyenne pondérée de 91 sur 100, sur la base de 24 critiques collectées ; le consensus du site indique : « Acclamation générale » (« Universal Acclaim »).
Le journal britannique The Daily Telegraph présente ce film comme « le plus drôle du monde » (« the world’s funniest film »), jugement repris par le magazine Courrier International pour le 50e anniversaire de sa sortie.

### Box-office
Le film a rapporté 5 028 948 $ au box-office mondial, dont 3 427 696 aux États-Unis. En France, il a réalisé 1 968 728 entrées.

## Distinctions
Le film a été nommé au prix Hugo (catégorie Best Dramatic Presentation) en 1976. En 2008, le magazine Empire le classe à la 381e place dans sa liste des 500 meilleurs films de tous les temps. Il figure dans le Top 250 du classement des meilleurs films de l'Internet Movie Database, fondé sur les votes du public, avec une note moyenne de 8,4/10. En septembre 2011, le film figure en 5e position d'un classement des 100 meilleurs films comiques publié par Time Out London.

## Autour du film

### Citation
La scène de l'ordalie constitue un bon exemple de l'humour absurde typique de ce film, en employant un pseudo-raisonnement analogique ayant l'apparence de reprendre celui du test du canard,,,.
Il s'agit de vérifier si une sorcière présumée pèse autant qu'un canard, au motif qu'une sorcière brûle, que le bois brûle également, qu'il flotte, qu'un canard flotte également et que « donc logiquement si [une personne] a le poids d'un canard, elle est en bois et par conséquent une sorcière » :
« — What do you do with witches?
— Burn them!
— And what do you burn apart from witches?
— Wood!
— So, why do witches burn?
— 'cos they're made of wood?
— So; how do we tell if she is made of wood?
— Build a bridge out of 'er!
— Ah, but can you not also make bridges out of stone?
— Oh yeah.
— Does wood sink in water?
— No, it floats! It floats! Throw her into the pond!
— What also floats in water?
— Bread!
— Apples!
— Very small rocks? Cider! Gra-Gravy! Cherries! Mud!
— Churches? Churches!
— Lead, Lead.
— A Duck!
— Exactly. So, logically... If she weighs the same as a duck, she's made of wood... and therefore... a witch! »
« — Que faites-vous avec les sorcières ?
— On les brûle !
— Et que brûlez-vous à part les sorcières ?
— Du bois !
— Alors, pourquoi les sorcières brûlent-elles ?
— Parce qu'elles sont en bois ?
— Et comment savoir si elle est en bois ?
— En en faisant un pont !
— Ah, mais ne fait-on pas aussi des ponts en pierre ?
— Ah ouais.
— Est-ce que le bois coule au fond de l'eau ?
— Non, il flotte ! Il flotte ! Jetez-la dans l'étang !
— Y a-t-il autre chose qui flotte sur l'eau ?
— Du pain !
— Des pommes !
— Des ... des petits cailloux ? Du cidre. Des cerises ! De la boue !
— Des églises ? Des églises !
— Du plomb, du plomb.
— Un canard !
— Exactement. Donc, logiquement ... Si elle a le poids d'un canard, elle est en bois ... et par conséquent ... une sorcière ! »

## Dans la culture populaire

### Littérature
- Dans le roman Player One, ce film est le préféré du créateur de l'OASIS, et le héros doit reproduire les scènes du film pour finir la quête principale.

### Cinéma
- Dans A Bigger Splash (2015) de Luca Guadagnino, le personnage interprété par Ralph Fiennes fait une imitation du gardien du Pont de la Mort.
- Dans Ready Player One (2018) de Steven Spielberg, la Sainte Grenade apparait comme un objet pouvant être acheté par le héros Wade (Tye Sheridan). Elle est ensuite utilisée lors du combat final.

### Télévision
- Dans la série Doctor Who (saison 9, épisode 3, « La Fin d'une vie »), Odin fait son apparition dans un nuage de la même façon que Dieu dans le film.
- Dans la série Stargate SG-1 (saison 10, épisode 2, « Dans les bras de Morphée »), lors du briefing au Stargate Command, le lieutenant-colonel Mitchell demande à Daniel, qui parlait de la légende de Merlin, si Sir Gawain était un des Chevaliers qui disent « Ni ! ».
- Le comédien et auteur Alexandre Astier a toujours affirmé que Monty Python : Sacré Graal ! a été son film de chevet pour créer la série Kaamelott[réf. nécessaire]. Dans un épisode de Kaamelott (Livre I, épisode 61, « Un bruit dans la nuit »), le chevalier Bohort affiche une grande crainte des « lapins adultes ».
- Un sketch de l'émission Les Guignols de l’info reprend la scène du Chevalier noir avec Nicolas Sarkozy à la place du roi Arthur et Dominique de Villepin à la place du Chevalier noir, à la différence près que c’est un garde du corps de Nicolas Sarkozy qui affronte Dominique de Villepin.

### Jeux vidéo
- Dans Worms, la Sainte Grenade (Holy Grenade) est utilisée depuis ses débuts comme une arme redoutable.
- Dans Guild Wars, un boss a pour nom la « Bête Noire de Aaaaarrrrrrggghhh ». Par ailleurs, un lapin assassin peut être invoqué à partir d'une pierre d'invocation mystérieuse.
- Dans le jeu Guild Wars 2, l'utilisation de vaches en tant que projectiles de trébuchets s'inspire de l'une des scènes du film. Par ailleurs, dans l'un des donjons, un ennemi est un lapin qui peut tuer le joueur en un coup.
- Dans Fallout 2, lors d'une rencontre aléatoire il est possible de croiser un homme gardant un pont au-dessus d'un précipice, qui ne permet le passage au héros que s'il répond correctement à trois questions. Les deux premières questions du gardien sont les mêmes que celles du vieil homme du film. Par ailleurs, lors d'une autre rencontre aléatoire, le héros rencontre les chevaliers de la Table ronde à la recherche de la Sainte Grenade d'Antioche.
- Dans Dofus, on peut rencontrer un homme appelé le Gardien du Pont de la Mort, qui ne permet le passage au héros que s'il répond correctement à trois questions, la dernière (permettant de le vaincre) étant similaire à celle du film. Dans la quête « Allumer le feu », il faut combattre un lapin sanguinaire devant sa grotte.
- Dans Minecraft, le plug-in Essentials donne accès à la commande /antioch qui permet de faire apparaître une « Sainte Grenade Sacrée » à quelques mètres du personnage. Par ailleurs, une espèce de lapin blanc nommée « Lapin tueur de Caerbannog » est hostile au joueur.
- Dans World of Warcraft, on peut rencontrer le lapin tueur à l'entrée d'une caverne, sa principale attaque consistant à attaquer le cou de ses adversaires.
- Dans Battle Chess, une animation inspirée du film (le combat contre le Chevalier noir) apparaît quand deux cavaliers se combattent.
- Dans SMITE, un des skins du dieu nordique Týr est inspiré du roi Arthur, avec l'expression « Tis but only a flesh wound ».
- Dans Warcraft III: Reign of Chaos, les chevaliers (unités humaines) disent au bout de plusieurs clics « Je n'ai pas dit "Ni" ! »
- Dans Scribblenauts Unlimited, le joueur peut invoquer un chevalier noir qui perdra un de ses membres à chaque coup subi.
- Dans Overwatch (en version anglaise), le personnage de Brigitte peut utiliser la réplique « It's just a flesh wound ».
- Dans Les Aventures de Sherlock Holmes : La Nuit des sacrifiés, l'extrait d'un livre trouvé dans la maison d'Arneson se termine par cette phrase tronquée : « Une autre histoire tout aussi troublante nous vient de la lande britannique où un lapin blanc »

### Web-séries
- Dans l'épisode « RPG 3 » de le web-série Le Joueur du Grenier, les héros tentent d'entrer dans le château de Fougères mais sont bloqués par un elfe en haut de la muraille qui se moque d'eux, parodiant la scène du soldat français de Sacré Graal !. Il est vaincu par un lapin.
- Dans la saga MP3 Reflets d'acide, les héros doivent explorer le Gouffre de AAAAAAAAAHHHHHHHHH[22].

### Jeu de société
- Dans Zombicide - Black Plague (dans l'extension « Horde box »), le lapin est présent en tant que figurine sous le nom « Abominabunny ».

### Autres
- Le personnage du lapin tueur a été repris par la presse américaine lorsque le président Carter fut attaqué par un lapin.
- La marionnette du terroriste « Achmed » du ventriloque Jeff Dunham évoque son état squelettique et sa mort, la minimisant grâce à l'expression « It's a flesh wound » (« c'est une égratignure »)[23], reprise de celle du Chevalier noir du film.